# 金星8號
金星8號是由蘇聯製作的金星太空探測器。攜帶有大氣偵測器、著陸器，科學儀器有溫度計、氣壓計、光線感應器、高度計、γ射線光譜儀、氣體分析儀和無線電通訊設備。

## 運作經過
金星8號在1972年4月6日與運輸器分離；1972年7月22日8:37(UTC)進入金星大氣層、利用空氣煞車把速度從41696公里/时降至900公里/时。位於60公里的高空，直徑2.5公尺的降落傘與冷卻系統負責冷卻零組件。下降的過程中，金星8號測量到距離金星表面的風速比1公里/秒還小。於1972年7月22日9:32(UTC)降落於金星表面。著陸器質量為495公斤，持續傳回數據50分鐘，但只包括降落後11秒，因為金星的氣候、地形相當惡劣。

## 外部連結
- Plumbing the Atmosphere of Venus （页面存档备份，存于）
- Venera 8 NASA NSSDC Master Catalog Data （页面存档备份，存于）